# Esam Al-Kandari
Esam Sikkeen Al-Kandari (2 luglio 1971) è un ex calciatore kuwaitiano, di ruolo difensore.

## Carriera

### Club
Ha sempre giocato nel campionato kuwaitiano.

### Nazionale
È stato convocato per le Olimpiadi nel 2000 e per la Coppa d'Asia che si è tenuta nello stesso anno.